# Ondratice
Ondratice är en ort i Tjeckien.   Den ligger i regionen Olomouc, i den östra delen av landet, 210 km öster om huvudstaden Prag. Ondratice ligger 275 meter över havet och antalet invånare är 349.
Terrängen runt Ondratice är platt österut, men västerut är den kuperad. Terrängen runt Ondratice sluttar österut. Runt Ondratice är det ganska tätbefolkat, med 116 invånare per kvadratkilometer. Närmaste större samhälle är Prostějov, 12,6 km norr om Ondratice. Trakten runt Ondratice består till största delen av jordbruksmark.